# Persone di nome Ruth
| Questa pagina contiene informazioni ricavate automaticamente dalle voci biografiche con l'ausilio del template Bio e di un bot. L'aggiornamento è periodico e automatico e ricostruisce completamente la pagina. Se manca una persona in questa lista, sei pregato di non aggiungerla, ma accertati piuttosto che la sua voce biografica contenga il template Bio e che i dati anagrafici siano correttamente compilati. Se il template Bio manca, inseriscilo tu stesso o, in alternativa, metti l'avviso {{tmp\|Bio}} che ne segnala la mancanza. Se i dati riportati sono sbagliati, correggi direttamente la voce biografica; le modifiche saranno visibili in questa lista entro pochi giorni. Per chiarimenti vedi il progetto antroponimi. La lista contiene solo le 153 persone che sono citate nell'enciclopedia e per le quali è stato implementato correttamente il template Bio. Pagina aggiornata al 22 lug 2025. |

Questa è una lista di persone presenti nell'enciclopedia che hanno il nome Ruth, suddivise per attività principale.

## Altiste(1)
- Ruth Beitia, ex altista spagnola (Santander, n. 1979)

## Antropologhe(3)
- Ruth Behar, antropologa, scrittrice e regista cubana (L'Avana, n. 1956)
- Ruth Benedict, antropologa statunitense (New York, n. 1887 - New York, † 1948)
- Ruth Cardoso, antropologa e sociologa brasiliana (Araraquara, n. 1930 - São Paulo, † 2008)

## Artiste(1)
- Ruth Sacks, artista sudafricana (n. 1977)

## Assassine(1)
- Ruth Snyder, assassina statunitense (New York, n. 1895 - Ossining, † 1928)

## Astronome(1)
- Ruth Grützbauch, astronoma austriaca (Vienna, n. 1978)

## Attiviste(4)
- Ruth L. Bennett, attivista statunitense (Summerville, n. 1866 - Chester, † 1947)
- Ruth Coker Burks, attivista statunitense (Hot Springs, n. 1959)
- Ruth Randall Edström, attivista statunitense (n. 1867 - † 1944)
- Ruth First, attivista e sociologa sudafricana (Johannesburg, n. 1925 - Maputo, † 1982)

## Attrici(39)
- Dusty Anderson, attrice statunitense (Toledo, n. 1918 - Marbella, † 2007)
- Ruth Buzzi, attrice, comica e cantante statunitense (Westerly, n. 1936 - Stephenville, † 2025)
- Ruth Chatterton, attrice e sceneggiatrice statunitense (New York, n. 1892 - Norwalk, † 1961)
- Ruth Clifford, attrice e doppiatrice statunitense (Pawtucket, n. 1900 - Woodland Hills, † 1998)
- Ruth Codd, attrice irlandese (Wexford, n. 1996)
- Ruth Connell, attrice scozzese (Falkirk, n. 1979)
- Bette Davis, attrice statunitense (Lowell, n. 1908 - Neuilly-sur-Seine, † 1989)
- Ruth Donnelly, attrice statunitense (Trenton, n. 1896 - New York, † 1982)
- Ruth Draper, attrice, drammaturga e italianista statunitense (New York City, n. 1884 - New York, † 1956)
- Ruth Drexel, attrice tedesca (Vilshofen an der Donau, n. 1930 - Feldkirchen, † 2009)
- Ruth Díaz, attrice spagnola (Reinosa, n. 1975)
- Ruth Ford, attrice statunitense (Brookhaven, n. 1911 - New York, † 2009)
- Ruth Foster, attrice statunitense (Cincinnati, n. 1920 - Del Mar, † 2012)
- Ruth Gemmell, attrice britannica (Darlington, n. 1967)
- Ruth Gordon, attrice, commediografa e sceneggiatrice statunitense (Quincy, n. 1896 - Edgartown, † 1985)
- Ruth Hall, attrice statunitense (Jacksonville, n. 1910 - Glendale, † 2003)
- Ruth Hart, attrice statunitense (Jacksonville, n. 1886 - New York, † 1952)
- Ruth Hellberg, attrice e doppiatrice tedesca (Berlino, n. 1906 - Feldafing, † 2001)
- Ruth Hennessy, attrice statunitense (n. 1891)
- Ruth Hiatt, attrice statunitense (Cripple Creek, n. 1906 - La Crescenta-Montrose, † 1994)
- Ruth Hussey, attrice statunitense (Providence, n. 1911 - Newbury Park, † 2005)
- Ruth Kearney, attrice irlandese (Londra, n. 1984)
- Ruth Kobart, attrice statunitense (Des Moines, n. 1924 - San Francisco, † 2002)
- Ruth-Maria Kubitschek, attrice tedesca (Komutau, n. 1931 - Ascona, † 2024)
- Ruth Landshoff, attrice e scrittrice tedesca (Berlino, n. 1904 - New York, † 1966)
- Ruth Lee, attrice statunitense (Minneapolis, n. 1895 - Woodland Hills, † 1975)
- Ruth Leuwerik, attrice tedesca (Essen, n. 1924 - Monaco di Baviera, † 2016)
- Ruth Madoc, attrice britannica (Norwich, n. 1943 - Torquay, † 2022)
- Ruth McDevitt, attrice statunitense (Coldwater, n. 1895 - Los Angeles, † 1976)
- Ruth Negga, attrice etiope (Addis Abeba, n. 1981)
- Ruth Renick, attrice statunitense (Colorado City, n. 1893 - Hollywood, † 1984)
- Ruth Roland, attrice statunitense (San Francisco, n. 1892 - Hollywood, † 1937)
- Ruth Roman, attrice statunitense (Lynn, n. 1922 - Laguna Beach, † 1999)
- Ruth Royce, attrice statunitense (Versailles, n. 1893 - Los Angeles, † 1971)
- Ruth Sheen, attrice britannica (Londra, n. 1950)
- Ruth Stonehouse, attrice, regista e sceneggiatrice statunitense (Denver, n. 1892 - Hollywood, † 1941)
- Ruth Taylor, attrice statunitense (Grand Rapids, n. 1905 - Palm Springs, † 1984)
- Ruth Warrick, attrice statunitense (Saint Joseph, n. 1916 - New York, † 2005)
- Ruth Wilson, attrice britannica (Ashford, n. 1982)

## Aviatrici(1)
- Ruth Elder, aviatrice e attrice statunitense (Anniston, n. 1902 - San Francisco, † 1977)

## Biochimiche(1)
- Ruth Arnon, biochimica israeliana (Tel Aviv, n. 1933)

## Botaniche(2)
- Ruth Holden, botanica e infermiera statunitense (Attleboro, n. 1890 - Kazan', † 1917)
- Ruth Patrick, botanica e limnologo statunitense (Topeka, n. 1907 - Lafayette Hill, † 2013)

## Cantanti(5)
- Ruth Brown, cantante e attrice statunitense (Portsmouth, n. 1928 - Henderson, † 2006)
- Ruth Etting, cantante e attrice statunitense (David City, n. 1896 - Colorado Springs, † 1978)
- Ruth Jacott, cantante olandese (Paramaribo, n. 1960)
- Ruth Lorenzo, cantante spagnola (Las Torres de Cotillas, n. 1982)
- Ruth Rubin, cantante e poetessa canadese (Khotin, n. 1906 - † 2000)

## Cantautrici(3)
- Ruth Moody, cantautrice e polistrumentista canadese (n. 1975)
- Miss Platnum, cantautrice e musicista romena (Timișoara, n. 1980)
- Ruth B, cantautrice canadese (Edmonton, n. 1995)

## Cestiste(5)
- Ruth Cannon, cestista statunitense (Cotton Center, n. 1933 - Littlefield, † 2005)
- Ruth Epalza, ex cestista spagnola (Bilbao, n. 1956)
- Ruth Hamblin, cestista canadese (Smithers, n. 1994)
- Ruth Riley, ex cestista statunitense (Ransom, n. 1979)
- Ruth Roberta de Souza, cestista brasiliana (Três Lagoas, n. 1968 - Três Lagoas, † 2021)

## Cicliste su strada(1)
- Ruth Winder, ciclista su strada e pistard statunitense (Keighley, n. 1993)

## Compositrici(2)
- Ruth Barrett, compositrice britannica (Londra, n. 1976)
- Ruth Zechlin, compositrice, clavicembalista e organista tedesca (Großhartmannsdorf, n. 1926 - Monaco di Baviera, † 2007)

## Costumiste(1)
- Ruth E. Carter, costumista e produttrice cinematografica statunitense (Springfield, n. 1960)

## Criminali(2)
- Ruth Ellis, criminale britannica (Rhyl, n. 1926 - Londra, † 1955)
- Ruth Ann Moorehouse, criminale canadese (Toronto, n. 1951)

## Danzatrici(6)
- Ruth Abramowitsch, danzatrice e coreografa tedesca (Halle, n. 1907 - Varsavia, † 1974)
- Ruth Eddings, ballerina e attrice statunitense (Los Angeles, n. 1908 - Los Angeles, † 1955)
- Ruth Ann Koesun, danzatrice, attrice e insegnante statunitense (Chicago, n. 1928 - Chicago, † 2018)
- Ruth Page, ballerina e coreografa statunitense (Indianapolis, n. 1899 - Chicago, † 1991)
- Ruth St. Denis, ballerina e coreografa statunitense (Newark, n. 1879 - Hollywood, † 1968)
- Ruth Sobotka, ballerina, attrice e pittrice statunitense (Vienna, n. 1925 - New York, † 1967)

## Dirigenti d'azienda(1)
- Ruth Porat, manager e economista britannica (Sale, n. 1957)

## Disc jockey(1)
- Ruth Flowers, disc jockey britannica (Bristol, n. 1931 - † 2014)

## Discobole(2)
- Ruth Frith, discobola, giavellottista e martellista australiana (Goulburn, n. 1909 - Brisbane, † 2014)
- Ruth Osburn, discobola statunitense (Shelbyville, n. 1912 - Tucson, † 1994)

## Divulgatrici scientifiche(1)
- Ruth Westheimer, divulgatrice scientifica, sessuologa e sociologa statunitense (Wiesenfeld, n. 1928 - New York, † 2024)

## Drammaturghe(2)
- Ruth Goetz, drammaturga e sceneggiatrice statunitense (Filadelfia, n. 1912 - Englewood, † 2001)
- Ruth Wolff, drammaturga e sceneggiatrice statunitense (Malden, n. 1932)

## Economiste(1)
- Ruth Lea, economista e giornalista britannica (Lymm, n. 1947)

## Filantrope(1)
- Ruth Johnson Colvin, filantropa e scrittrice statunitense (Chicago, n. 1916 - Syracuse, † 2024)

## Filosofe(1)
- Ruth Barcan Marcus, filosofa e logica statunitense (New York, n. 1921 - New Haven, † 2012)

## First lady(1)
- Ruth Williams Khama, first lady botswana (Londra, n. 1923 - Gaborone, † 2002)

## Fotografe(2)
- Ruth Bernhard, fotografa tedesca (Berlino, n. 1905 - San Francisco, † 2006)
- Ruth Harriet Louise, fotografa statunitense (New York, n. 1903 - Los Angeles, † 1940)

## Fotoreporter(1)
- Ruth Orkin, fotoreporter, fotografa e regista statunitense (Boston, n. 1921 - New York, † 1985)

## Giavellottiste(1)
- Ruth Fuchs, giavellottista e politica tedesca (Egeln, n. 1946 - Jena, † 2023)

## Giocatrici di football americano(1)
- Ruth Matta, giocatrice di football americano britannica

## Giornaliste(4)
- Ruth Andreas-Friedrich, giornalista e scrittrice tedesca (Berlino, n. 1901 - Monaco di Baviera, † 1977)
- Ruth Davidson, giornalista e politica britannica (Edimburgo, n. 1978)
- Ruth England, giornalista e conduttrice televisiva britannica (Inkberrow, n. 1970)
- Ruth Hale, giornalista e attivista statunitense (Rogersville, n. 1887 - New York, † 1934)

## Giuriste(1)
- Ruth Bader Ginsburg, giurista e magistrata statunitense (New York, n. 1933 - Washington, † 2020)

## Imprenditrici(1)
- Ruth Handler, imprenditrice statunitense (Denver, n. 1916 - Los Angeles, † 2002)

## Informatiche(1)
- Ruth Teitelbaum, programmatrice statunitense (n. 1924 - Dallas, † 1986)

## Lunghiste(1)
- Ruth Usoro, lunghista e triplista nigeriana (n. 1997)

## Maratonete(1)
- Ruth Chepngetich, maratoneta keniota (Rift Valley, n. 1994)

## Matematiche(1)
- Ruth Moufang, matematica tedesca (Darmstadt, n. 1905 - Francoforte sul Meno, † 1977)

## Medici(1)
- Ruth Pfau, medico e religiosa tedesca (Lipsia, n. 1929 - Karachi, † 2017)

## Mezzosoprani(1)
- Ruth Hesse, mezzosoprano tedesco (Wuppertal, n. 1936 - Hallstatt, † 2024)

## Militari(1)
- Ruth Neudeck, militare tedesca (Breslavia, n. 1920 - Hameln, † 1948)

## Modelle(2)
- Ruth Malcomson, modella statunitense (Filadelfia, n. 1906 - Filadelfia, † 1988)
- Ruth Ocumárez, modella dominicana (Santo Domingo, n. 1983)

## Neuroscienziate(1)
- Ruth Bleier, neurofisiologa statunitense (New Kensington, n. 1923 - † 1988)

## Nobili(1)
- Ruth Roche, baronessa Fermoy, nobile britannica (Bieldside, n. 1908 - Londra, † 1993)

## Nuotatrici(2)
- Ruth Halbsguth, nuotatrice tedesca (Eckernförde, n. 1916 - Eckernförde, † 2003)
- Ruth Langer, nuotatrice austriaca (n. 1921 - † 1999)

## Pallavoliste(1)
- Keao Burdine, pallavolista e giocatrice di beach volley statunitense (Long Beach, n. 1983)

## Pianiste(1)
- Ruth Slenczynska, pianista statunitense (Sacramento, n. 1925)

## Pionieri dell'aviazione(1)
- Ruth Rowland Nichols, pioniere dell'aviazione statunitense (New York, n. 1901 - New York, † 1960)

## Pittrici(2)
- Ruth Kligman, pittrice statunitense (Newark, n. 1930 - New York, † 2010)
- Ruth Smith, pittrice faroese (Vágur, n. 1913 - Vágur, † 1958)

## Politiche(7)
- Ruth Dreifuss, politica svizzera (San Gallo, n. 1940)
- Ruth Fischer, politica e agente segreta tedesca (Lipsia, n. 1895 - Parigi, † 1961)
- Ruth Henig, politica e storica britannica (Leicester, n. 1943 - Londra, † 2024)
- Ruth Hanna McCormick, politica, attivista e editrice statunitense (Cleveland, n. 1880 - Chicago, † 1944)
- Ruth Metzler-Arnold, politica svizzera (Sursee, n. 1964)
- Ruth Ann Minner, politica statunitense (Milford, n. 1935 - Milford, † 2021)
- Ruth Perry, politica liberiana (n. 1939 - Columbus, † 2017)

## Produttrici teatrali(2)
- Ruth Berghaus, produttrice teatrale, regista teatrale e coreografa tedesca (Dresda, n. 1927 - Zeuthen, † 1996)
- Ruth Selwyn, produttrice teatrale e attrice statunitense (Tazewell, n. 1905 - Hollywood, † 1954)

## Registe(1)
- Ruth Beckermann, regista austriaca (Vienna, n. 1952)

## Sceneggiatrici(2)
- Ruth Goetz, sceneggiatrice tedesca (Oberglogau, n. 1886 - Londra, † 1965)
- Ruth Prawer Jhabvala, sceneggiatrice e scrittrice inglese (Colonia, n. 1927 - New York, † 2013)

## Scenografe(1)
- Ruth De Jong, scenografa statunitense (San Bernardino)

## Schermitrici(1)
- Ruth White, ex schermitrice statunitense (Baltimora, n. 1951)

## Sciatrici alpine(2)
- Ruth Adolf, ex sciatrice alpina svizzera (Berna, n. 1943)
- Ruth Kündig, ex sciatrice alpina svizzera (n. 1976)

## Scrittrici(8)
- Ruth Bondy, scrittrice, giornalista e traduttrice ceca (Praga, n. 1923 - Ramat Gan, † 2017)
- Ruth Gilligan, scrittrice irlandese (Dublino, n. 1988)
- Ruth Leach Amonette, scrittrice, educatrice e dirigente d'azienda statunitense (Oakland, n. 1916 - Carmel-by-the-Sea, † 2004)
- Ruth Comfort Mitchell, scrittrice statunitense (San Francisco, n. 1882 - Los Gatos, † 1954)
- Ruth Ozeki, scrittrice e regista statunitense (New Haven, n. 1956)
- Ruth Rendell, scrittrice britannica (Londra, n. 1930 - Londra, † 2015)
- Ruth Schaumann, scrittrice, poetessa e scultrice tedesca (Amburgo, n. 1899 - Monaco di Baviera, † 1975)
- Ruth Stout, scrittrice statunitense (n. 1884 - † 1980)

## Scultrici(1)
- Ruth Asawa, scultrice statunitense (Norwalk, n. 1926 - San Francisco, † 2013)

## Siepiste(1)
- Ruth Jebet, siepista bahreinita (n. 1996)

## Sollevatrici(1)
- Ruth Ogbeifo, ex sollevatrice nigeriana (Kokori, n. 1972)

## Storiche(1)
- Ruth Ben-Ghiat, storica statunitense (n. 1960)

## Taekwondoka(1)
- Ruth Gbagbi, taekwondoka ivoriana (Abidjan, n. 1994)

## Velociste(1)
- Ruth Svedberg, velocista e discobola svedese (Malmberget, n. 1903 - Göteborg, † 2002)

## Vibrafonisti(1)
- Ruth Underwood, vibrafonista, polistrumentista e cantante statunitense (Los Angeles, n. 1946)

## Senza attività specificata(3)
- Ruth Becker, statunitense (Guntur, n. 1899 - Santa Barbara, † 1990)
- Lady of the Dunes, statunitense (Whitwell, n. 1936 - † 1974)
- Ruth Maier, austriaca (Vienna, n. 1920 - Auschwitz, † 1942)